# 王启明 (少将)
王启明（1910年1月10日—2002年10月19日），男，直隶（今河北）威县人，中国人民解放军将领、中国人民解放军开国少将。曾长期潜伏于中华民国国军。

## 生平
1929年4月加入中国共产党。1929年考入商震办的河北军事政治学校第二期。
国民革命军第32军141师723团团长，参与武汉会战。1943年，任陆军大学少将战术教官。1944年任陆军总司令部参谋处少将科长，少将高参。1946年任国民革命军第三十二军少将参谋长。
1947年豫北战役中回到人民解放军，任冀鲁豫军区第四纵队参谋长。
1949年任第二野战军第四兵团第十四军副军长兼参谋长。
1950年后，任昆明军区副参谋长、军区党委常委。1960年任云南省军区副司令员。1965年转业，出任云南省副省长兼云南农业劳动大学校长、云南农业大学校长。“文革”中被污蔑为“国民党特务”，后在周恩来关怀下恢复工作，出任云南省政协副主席、党组成员。2002年10月19日在昆明逝世，享年93岁。
1955年，授予中国人民解放军少将。